# Jukola 1950
Im Rahmen der Jukola-Orientierungslaufstaffel 1950 fand die 2. Jukola in Nurmijärvi und in der Landgemeinde Helsinki statt.

## Übersicht
Die Helsingin Suunnistajat (HS), Titelverteidiger der Jukola-Staffel (finnisch Jukolan viesti), gewannen auch die zweite Austragung des Wettbewerbs. Im Rennen hatte Helsingfors IFK (HIFK) ab der zweiten Runde die Führung übernommen. Nach guten Läufen von Juhani Salmenkylä und Erkki Aro wurde HIFK von den Suunnistajat abgelöst. Auf der letzten Runde sicherte Eino Huuhka den zweiten Titel in Folge für HS vor Leo Backman vom IK Örnen.

## Organisation und Wettkampfgebiet
Ausrichtende Vereine waren Helsingin Suunnistajat, Helsingin Toverit, Helsingfors IFK, Hirvet, IK Örnen, Reima 7, Suomenlinnan Urheilijat und Tapanilan Erä.
Die Streckenführung führte durch die Orte Palojoki, Seutula, Keimola, Lahnus, Etelälahti, Lahnus, Keimola und Myllykoski nördlich von Helsinki.

## Jukola
| \| # \| Länge \| \| ------ \| ------- \| \| 1 \| 13,4 km \| \| 2 \| 10,5 km \| \| 3 \| 10,3 km \| \| 4 \| 11,0 km \| \| 5 \| 9,2 km \| \| 6 \| 13,3 km \| \| 7 \| 14,0 km \| \| \| \| \| Gesamt \| km \| | - Startzeit: - Sonnenunter-/aufgang: - Startende Mannschaften: 62 - Mannschaften im Ziel: 45 |
| # | Länge                                                                                        |
| 1 | 13,4 km                                                                                      |
| 2 | 10,5 km                                                                                      |
| 3 | 10,3 km                                                                                      |
| 4 | 11,0 km                                                                                      |
| 5 | 9,2 km                                                                                       |
| 6 | 13,3 km                                                                                      |
| 7 | 14,0 km                                                                                      |
| |                                                                                              |
| Gesamt | km                                                                                           |

### Endergebnis
| Platz | Verein                 | Athleten                                                                                    | Zeit       |
| ----- | ---------------------- | ------------------------------------------------------------------------------------------- | ---------- |
| 1     | Helsingin Suunnistajat | V. Salonen T. Haarma Aarne Salminen Runo Harmo Juhani Salmenkylä Erkki Aro Eino Huuhka      | 11:59:08 h |
| 2     | IK Örnen               | Henry Sell K.-E. Sjödahl G. Lönnberg R. Sell Börje Malmström S.-E. Fagerholm Leo Backman    | 12:10:01 h |
| 3     | IF Sibbo-Vargarna      | B. Stellberg R. Aspelin L. Lönnkvist R. Holst E. Ollberg R. Nyström H. Nyberg               | 12:40:32 h |
| 4     | Turebergs IF           | P. Pettersson S. Dahlberg E. Wiklander I. Karlsson L. From L. Andersson K.-A. Jansson       | 13:19:16 h |
| 5     | Helsingfors IFK        | E. Schalin R. Wikström T. Lindholm M. Bäckman T. Kahlsson C.-H. Fager K. Sjöblom            | 13:37:27 h |
| 6     | Grankulla IFK          | L. Heideman H. Lindgren P. O. Morelius B. Jansson M. Lönnkvist T. Granström Jarl Gripenberg | 13:42:35 h |

### Ergebnisse nach Teilstrecken
| Strecke | Platz | Name, Verein                                | Zeit      |
| ------- | ----- | ------------------------------------------- | --------- |
| 1       | 1.    | Leo Hyttinen, Tampereen Suunnistajat        | 2:06:10 h |
| 1       | 2.    | Ollie Hietanen, Lahden Suunnistajat-37      | 2:06:13 h |
| 1       | 3.    | Henry Snell, IK Örnen                       | 2:09:20 h |
|         |       |                                             |           |
| 2       | 1.    | R. Wikström, Helsingfors IFK                | 1:35:23 h |
| 2       | 2.    | Matti Salmenyklä, Helsingin Suunnistajat 3  | 1:36:09 h |
| 2       | 3.    | Niilo Akiola, Helsingin Kisa-Toverit        | 1:37:50 h |
|         |       |                                             |           |
| 3       | 1.    | G. Lönnberg, IK Örnen                       | 1:31:28 h |
| 3       | 2.    | Aarne Salminen, Helsingin Suunnistajat      | 1:33:06 h |
| 3       | 3.    | Pentti Mustonen, Lahden Suunnistajat-37 2   | 1:34:27 h |
|         |       |                                             |           |
| 4       | 1.    | K. Jokisalo, Korson Kunto                   | 1:12:17 h |
| 4       | 2.    | K. Ranta, Riihimäen Suunnistajat            | 1:31:50 h |
| 4       | 3.    | E. Kauranen, Kuopion Suunnistajat           | 1:35:35 h |
|         |       |                                             |           |
| 5       | 1.    | Juhani Salmenkylä, Helsingin Suunnistajat   | 1:12:37 h |
| 5       | 2.    | Börje Malmström, IK Örnen                   | 1:16:50 h |
| 5       | 3.    | Juhani Hämäläinen, Helsingin Suunnistajat 3 | 1:18:47 h |
|         |       |                                             |           |
| 6       | 1.    | Frans Krogell, Kervo IB                     | 1:45:02 h |
| 6       | 2.    | Erkki Aro, Helsingin Suunnistajat           | 1:46:23 h |
| 6       | 3.    | Erkki Vainikka, Lahden Suunnistajat-37      | 1:51:31 h |
|         |       |                                             |           |
| 7       | 1.    | Leo Backman, IK Örnen                       | 1:34:41 h |
| 7       | 2.    | Jarl Gripenberg, Grankulla IFK              | 1:35:30 h |
| 7       | 3.    | Eino Huuhka, Helsingin Suunnistajat         | 1:36:24 h |

| Strecke | Platz | Verein, Name                              | Zeit       |
| ------- | ----- | ----------------------------------------- | ---------- |
| 1       | 1.    | Tampereen Suunnistajat, Leo Hyttinen      | 2:06:10 h  |
| 1       | 2.    | Lahden Suunnistajat-37, Ollie Hietanen    | 2:06:13 h  |
| 1       | 3.    | IK Örnen, Henry Snell                     | 2:09:20 h  |
|         |       |                                           |            |
| 2       | 1.    | Helsingfors IFK, R. Wickström             | 3:47:06 h  |
| 2       | 2.    | Akilles OK, H. Andersson                  | 3:58:36 h  |
| 2       | 3.    | Helsingin Toverit, V. Laine               | 4:00:50 h  |
|         |       |                                           |            |
| 3       | 1.    | Helsingfors IFK, T. Lindholm              | 5:23:31 h  |
| 3       | 2.    | IK Örnen, G. Lönnberg                     | 5:37:13 h  |
| 3       | 3.    | Helsingin Suunnistajat, Aarne Salminen    | 5:47:07 h  |
|         |       |                                           |            |
| 4       | 1.    | Helsingfors IFK, M. Bäckman               | 7:14:30 h  |
| 4       | 2.    | IK Örnen, R. Sell                         | 7:18:00 h  |
| 4       | 3.    | Helsingin Suunnistajat, Runo Harmo        | 7:23:35 h  |
|         |       |                                           |            |
| 5       | 1.    | Helsingfors IFK, Börje Malmström          | 8:34:50 h  |
| 5       | 2.    | Helsingin Suunnistajat, Juhani Salmenkylä | 8:36:12 h  |
| 5       | 3.    | IK Örnen, T. Kahlsson                     | 8:54:45 h  |
|         |       |                                           |            |
| 6       | 1.    | Helsingin Suunnistajat, E. Hägglund       | 10:22:44 h |
| 6       | 2.    | IK Örnen, A. Salminen                     | 10:35:20 h |
| 6       | 3.    | IF Sibbo-Vargarna, Börje Malmström        | 10:59:35 h |
|         |       |                                           |            |
| 7       | 1.    | Helsingin Suunnistajat, Eino Huuhka       | 11:59:08 h |
| 7       | 2.    | IK Örnen, Leo Backman                     | 12:10:01 h |
| 7       | 3.    | IF Sibbo-Vargarna, H. Nyberg              | 12:40:32 h |